# Hoquei sobre herba als Jocs Olímpics d'estiu de 1972
Als Jocs Olímpics d'Estiu de 1972 celebrats a la ciutat de Múnic (en aquells moments República Federal d'Alemanya) es realitzà una competició en hoquei sobre herba en categoria masculina. La competició es disputà entre els dies 27 d'agost i 10 de setembre de 1972 al Hockeyanlage de la ciutat alemanya.

## Comitès participants
Hi participaren un total de 263 jugadors d'hoqui de 16 comitès nacionals diferents:
| - Argentina - Austràlia - Bèlgica - Espanya | - França - Índia - Kenya - Malàisia | - Mèxic - Nova Zelanda - Països Baixos - Polònia | - Regne Unit - RFA - Pakistan - Uganda |

## Resum de medalles
| Prova              | Or | Argent | Bronze |
| Hoquei sobre herba | RFA Eduard Thelen · Peter Trump · Uli Vos · Rainer Seifert · Wolfgang Strödter · Eckart Suhl · Michael Peter · Wolfgang Rott · Fritz Schmidt · Ulrich Klaes · Michael Krause · Peter Kraus · Werner Kaessmann · Carsten Keller · Detlef Kittstein · Wolfgang Baumgart · Horst Dröse · Dieter Freise | PakistanMunawwaruz Zaman · Saleem Sherwani · Zahid Sheikh · Fazalur Rehman · Shahnaz Sheikh · Abdul Rasheed · Mohammad Asad Malik · Akhtarul Islam · Islahuddin · Saeed Anwar · Mudassar Asghar · Jahangir Butt · Iftikhar Syed · Riaz Ahmed · Akhtar Rasool | ÍndiaMukhbain Singh · Virinder Singh · Harcharan Singh · Harmik Singh · Kulwant Singh · Krishnamurthy Perumal · Ajitpal Singh · Harbinder Singh · Ashok Kumar · Kindo Michael · Galesh Mollerapoovayya · Govin Billimogaputtaswamy · Charles Cornelius · Manuel Frederick |

## Medaller
| Posició | País     | Or | Argent | Bronze | Total |
| 1       | RFA      | 1  | 0      | 0      | 1     |
| 2       | Pakistan | 0  | 1      | 0      | 1     |
| 3       | Índia    | 0  | 0      | 1      | 1     |

## Resultats

### Primera ronda
Grup A
|           | J | G | E | P | GF | GC | Pts |
| --------- | - | - | - | - | -- | -- | --- |
| RFA       | 7 | 6 | 1 | 0 | 17 | 5  | 13  |
| Pakistan  | 7 | 5 | 1 | 1 | 17 | 6  | 11  |
| Malàisia  | 7 | 4 | 1 | 2 | 9  | 7  | 9   |
| Espanya   | 7 | 2 | 4 | 1 | 9  | 8  | 8   |
| Bèlgica   | 7 | 2 | 1 | 4 | 8  | 14 | 5   |
| França    | 7 | 2 | 0 | 5 | 6  | 13 | 4   |
| Argentina | 7 | 0 | 3 | 4 | 4  | 9  | 3   |
| Uganda    | 7 | 0 | 3 | 4 | 6  | 14 | 3   |

| 27 d'agost de 1972 - RFA – Bèlgica 5-1 (3-1) - Pakistan – França 3-0 (1-0) - Malàisia – Uganda 3-1 (1-0) - Espanya – Argentina 1-1 (0-1) 28 d'agost de 1972 - RFA – Malàisia 1-0 (1-0) - Bèlgica – Argentina 1-1 (1-1) - Pakistan – Espanya 1-1 (1-1) - França – Uganda 3-1 (1-0) 29 d'agost de 1972 - Pakistan – Uganda 3-1 (2-0) - Espanya – Malàisia 0-0 (0-0) - Bèlgica – França 1-0 (1-0) - RFA – Argentina 2-1 (2-0) 31 d'agost de 1972 - Pakistan – RFA 1-2 (0-0) - Argentina – Uganda 0-0 (0-0) - Espanya – Bèlgica 1-0 (0-0) - França – Malàisia 0-1 (0-1) | 1 de setembre de 1972 - Espanya – França 3-2 (3-1) - Pakistan – Argentina 3-1 (1-0) - RFA – Uganda 1-1 (1-1) - Bèlgica – Malàisia 2-4 (1-3) 3 de setembre de 1972 - RFA – Espanya 2-1 (0-1) - Pakistan – Malàisia 3-0 (1-0) - França – Argentina 1-0 (1-0) - Bèlgica – Uganda 2-0 (0-0) 4 de setembre de 1972 - Espanya – Uganda 2-2 (2-2) - Pakistan – Bèlgica 3-1 (1-1) - RFA – França 4-0 (3-0) - Malàisia – Argentina 1-0 (0-0) |

Grup B
|               | J | G | E | P | GF | GC | Pts |
| ------------- | - | - | - | - | -- | -- | --- |
| Índia         | 7 | 6 | 1 | 0 | 25 | 8  | 12  |
| Països Baixos | 7 | 5 | 1 | 1 | 20 | 9  | 11  |
| Regne Unit    | 7 | 4 | 1 | 2 | 15 | 10 | 9   |
| Austràlia     | 7 | 3 | 2 | 2 | 18 | 8  | 8   |
| Nova Zelanda  | 7 | 2 | 3 | 2 | 16 | 11 | 7   |
| Polònia       | 7 | 2 | 2 | 3 | 12 | 12 | 6   |
| Kenya         | 7 | 1 | 1 | 5 | 8  | 17 | 3   |
| Mèxic         | 7 | 0 | 0 | 7 | 1  | 40 | 0   |

| 27 d'agost de 1972 - Índia – Països Baixos 1-1 (1-1) - Kenya – Polònia 0-1 (0-1) - Austràlia – Nova Zelanda 0-0 (0-0) - Regne Unit – Mèxic 6-0 (1-0) 28 d'agost de 1972 - Austràlia – Kenya 3-1 (1-0) - Nova Zelanda – Mèxic 7-0 (3-0) - Índia – Regne Unit 5-0 (4-0) - Països Baixos – Polònia 4-2 (3-0) 30 d'agost de 1972 - Polònia – Mèxic 3-0 (1-0) - Països Baixos – Kenya 5-1 (2-0) - Nova Zelanda – Regne Unit 2-1 (2-0) - Austràlia – Índia 1-3 (1-2) 31 d'agost de 1972 - Kenya – Regne Unit 0-2 (0-1) - Índia – Polònia 2-2 (1-0) - Països Baixos – Nova Zelanda 2-0 (1-0) - Austràlia – Mèxic 10-0 (6-0) | 2 de setembre de 1972 - Índia – Kenya 3-2 (0-1) - Nova Zelanda – Polònia 3-3 (1-2) - Austràlia – Regne Unit 1-1 (1-1) - Països Baixos – Mèxic 4-0 (3-0) 3 de setembre de 1972 - Països Baixos – Regne Unit 1-3 (1-1) - Austràlia – Polònia 1-0 (1-0) - Índia – Mèxic 8-0 (4-0) - Kenya – Nova Zelanda 2-2 (2-2) 4 de setembre de 1972 - Austràlia – Països Baixos 2-3 (1-3) - Kenya – Mèxic 2-1 (1-0) - Índia – Nova Zelanda 3-2 (1-1) - Polònia – Regne Unit 1-2 (1-1) |

### Tercer lloc
10 de setembre de 1972
| Països Baixos | 1 – 2 (1 – 1) | Índia                   | 10:00 Hockey Facility Olympic Park, Múnic Àrbitre: Osvaldo Pensosi (ITA) i Bernard Valette (FRA) |
| Kruize 6'     |               | Billimogaputtaswamy 15' | 10:00 Hockey Facility Olympic Park, Múnic Àrbitre: Osvaldo Pensosi (ITA) i Bernard Valette (FRA) |
|               |               | Mukhbain 70'            |                                                                                                  |

### Final
10 de setembre de 1972
| RFA        | 1 - 0 (0 - 0) | Pakistan | 12:00 Hockey Facility Olympic Park, Múnic Àrbitre: Horacio Servetto (ARG) i Richard Jewell (AUS) |
| Krause 60' |               |          | 12:00 Hockey Facility Olympic Park, Múnic Àrbitre: Horacio Servetto (ARG) i Richard Jewell (AUS) |